# I ponti di Toko-Ri
I ponti di Toko-Ri (The Bridges at Toko-Ri) è un film del 1954 diretto da Mark Robson.

## Trama
La storia narra di un pilota della marina statunitense che durante la guerra di Corea viene incaricato di bombardare dei ponti pesantemente difesi, i ponti di Toko-Ri, e si ispira ad avvenimenti reali.

## Produzione
Il film, che trae spunto dal romanzo del 1953 di 
James A. Michener I ponti di Toko-ri (titolo originale: The Bridges at Toko-ri), fu prodotto dalla Paramount Pictures.

## Distribuzione
Distribuito dalla Paramount Pictures, il film uscì nelle sale cinematografiche USA nel dicembre 1954. In Italia fu distribuito il 22 luglio 1955.

## Riconoscimenti
- 1956 - Premio Oscar[10]
  - Migliori effetti speciali alla Paramount Pictures
  - Nomination Miglior montaggio a Alma Macrorie